# Werewolves Within
Werewolves Within ist eine US-amerikanische Horrorkomödie aus dem Jahr 2021, die auf dem gleichnamigen Videospiel basiert. Regie führte Josh Ruben, das Drehbuch schrieb Mishna Wolff. In den Hauptrollen sind Sam Richardson, Milana Vayntrub und Michael Chernus zu sehen.

## Handlung
Am Anfang des Films wird ein älterer Mann von einer sehr schnellen, nicht sichtbaren Kreatur angegriffen und verschleppt. Finn, gerade angekommen, ist der neue Revierförster in dem kleinen Ort Beaverfield und zieht in das  Beaverfield Inn Hotel ein. An seinem ersten Arbeitstag lernt er ein paar der Bewohner des Städtchens kennen, die ihn herzlich aufnehmen, dabei erzählt ihm die Postbotin Cecily den neuesten Tratsch und von der geplanten Öl-Pipeline in dem Ort, die für Diskussionen sorgt. Nachts zieht ein Schneesturm auf, zuerst wird ein kleiner Hund von der Bestie getötet, der Strom fällt aus und am Morgen darauf entdeckt Finn die Leiche des älteren Mannes, den die Betreiberin des Hotels als ihren Ehemann identifiziert.
Die meisten Bewohner des Ortes versammeln sich in dem Hotel, sie verdächtigen zuerst den am Stadtrand lebenden Emerson Flint, der mit den Einwohnern nichts zu tun haben will und ein verschrobener Mann ist. Finn und Cecily befragen Flint in dessen Haus, auf dem Kaminsims entdecken sie das Halsband des kleinen Hundes, während Dr. Ellis, eine Bewohnerin des Hotels, ein Haar analysiert, das sie bei der Leiche fand und das sich als Werwolfhaar entpuppt. In der Nacht wird ein Gast von der Bestie in dem Hotel angegriffen, sie kann aber verscheucht werden, wobei der Gast aber angeschossen wird und dabei ein paar Finger verliert.
Dr. Ellis kommt zu dem Schluss, dass ein Bewohner des Hotels für die Anschläge verantwortlich ist, der sich in einen Werwolf verwandelt, woraufhin sie, scheinbar aus Angst, Selbstmord begeht. Die restlichen Bewohner beschuldigen sich gegenseitig und sind kurz davor aufeinander zu schießen, doch Finn kann sie beruhigen und sie beschließen, alle Waffen abzulegen und in einem sicheren Raum zu deponieren. Einige der Stadtbewohner haben sich aber nur scheinbar beruhigt und beginnen damit, sich gegenseitig umzubringen.

## Produktion
Sam Richardson trat der Besetzung des Films Im Januar 2020 bei, wobei Josh Ruben die Regie übernahm. Im Februar 2020 schlossen sich Michael Chernus, Michaela Watkins, Cheyenne Jackson, Milana Vayntrub, George Basil, Sarah Burns, Catherine Curtin, Wayne Duvall, Harvey Guillén und Rebecca Henderson der Besetzung des Films an.

## Veröffentlichung
Seine Weltpremiere feierte der Film auf dem Tribeca Film Festival im Juni 2021. Ab dem 24. Juni kam Werewolves Within in einigen Ländern in die Kinos und wurde am 17. Februar 2022 als Stream, DVD und Blu-Ray veröffentlicht.

## Rezeption
Bei Metacritic bekam Werewolves Within eine Punktzahl von 66/100, basierend auf 17 Kritiken. Bei Rotten Tomatoes erreichte der Film eine Zustimmungsrate von  86 Prozent, basierend auf 139 Kritiken. Diese zusammengefasst heißt es, dass Werewolves Within eine Horrorkomödie sei, die gleich viel Horror und Comedy biete und dabei auch noch jede Menge Spaß mache. Bezugnehmend auf die Rotten-Tomatoes-Bewertung gilt Werewolves Within als beste Videospiel-Verfilmung.
Nick Allen von rogerebert.com vergibt drei von vier Sternen und meint unter anderem: „Werewolves Within ist ein spaßiger Film, der einen Hauch von Albernheit hat...“